# Three Hummock Island
Three Hummock Island è un'isola dell'Hunter Island Group nello stretto di Bass, in Tasmania (Australia). L'isola, che appartiene alla municipalità di Circular Head, prende il nome dalle sue tre prominenti colline (North, Middle e South Hummock).

## Geografia
Three Hummock è situata a nord-est di Hunter Island e a nord di Robbins Island. L'isola ha una superficie di 70 km² e un'altezza massima di 237 m. A nord-est dell'isola, a Cape Rochon, c'è un faro automatizzato.

### Flora e fauna
Gran parte dell'isola è composta da una fitta macchia dominata da Leptospermum scoparium, Melaleuca ericifolia e Banksia marginata, mentre il 25% dell'area è ricoperta da boschi di Eucalyptus nitida.
L'isola fa parte della Hunter Island Group Important Bird Area (IBA). È presente su Three Hummock Island il pinguino minore blu, la berta codacorta (circa 2000 coppie), il prione fatato (circa 20 000 coppie), il gabbiano del Pacifico, la beccaccia di mare orientale, la beccaccia di mare fuligginosa e il corriere dal cappuccio.
Tra i mammiferi alcune specie introdotte: il canguro grigio orientale, il gatto selvatico e il topo comune; e sono state registrate nel 1999 delle pecore selvatiche. È presente anche il serpente tigre.

## Curiosità
Giuseppe Garibaldi, in qualità di capitano della nave mercantile Carmen, ha visitato l'isola nel 1852 mentre era in esilio dall'Italia e ne fa menzione nella sua Autobiografia.
(Giuseppe Garibaldi, Autobiography)